# Federazione di hockey su ghiaccio degli Stati Uniti d'America
USA Hockey è l'organo di governo dell'hockey su ghiaccio negli Stati Uniti d'America.
Nacque il 29 ottobre 1937 e fino al 1991 fu nota come Amateur Hockey Association of the United States (AHAUS).
Fin dalla fondazione aderì all'International Ice Hockey Federation che già aveva ammesso gli Stati Uniti, benché privi di federazione, il 26 aprile 1920.